# Jean Francotte
Jean Francotte (Liège, 20 juillet 1925 - Vottem, 25 décembre 2015) est un architecte liégeois.

## Biographie
Né enfant unique d'un père ébéniste et d'une mère enseignante, il obtient son diplôme d'architecture en 1950, et d'urbanisme en 1959. En 1953, il rejoint le Service des Travaux de la ville de Liège en tant que dessinateur topographe. Sous l’échevinat de Jean Lejeune, il est nommé dessinateur-conducteur en 1967, puis architecte-restaurateur en 1970. Il occupe ensuite les fonctions d’architecte chef de service, puis dirige le groupe « Architecture - Autorisation de bâtir - Inspection de bâtisses ».
Dans les années 1960, l'échevin Lejeune, malgré ses qualifications d'historien, souhaite adapter Liège à l'automobile, ce qui implique d'importantes destructions dans le centre de la ville. Francotte est alors chargé par Lejeune de récupérer les façades et éléments intérieurs dignes d'intérêt des immeubles voués à la démolition. Durant les années 1970-1980, il sauve donc et remonte avec son équipe de nombreuses façades d'immeubles des XVIIe et XVIIIe siècles, la plupart du temps en façadisme et rassemblées dans des « îlots archéologiques ».
Il est ensuite responsable au département Urbanisme de la ville, puis aux Autorisations de bâtir jusqu'à sa retraite en 1989. Il est aussi président de l'association liégeoise Le Vieux-Liège qui se consacre à l'étude du passé historique, artistique et naturel du pays de Liège.

## Réalisations

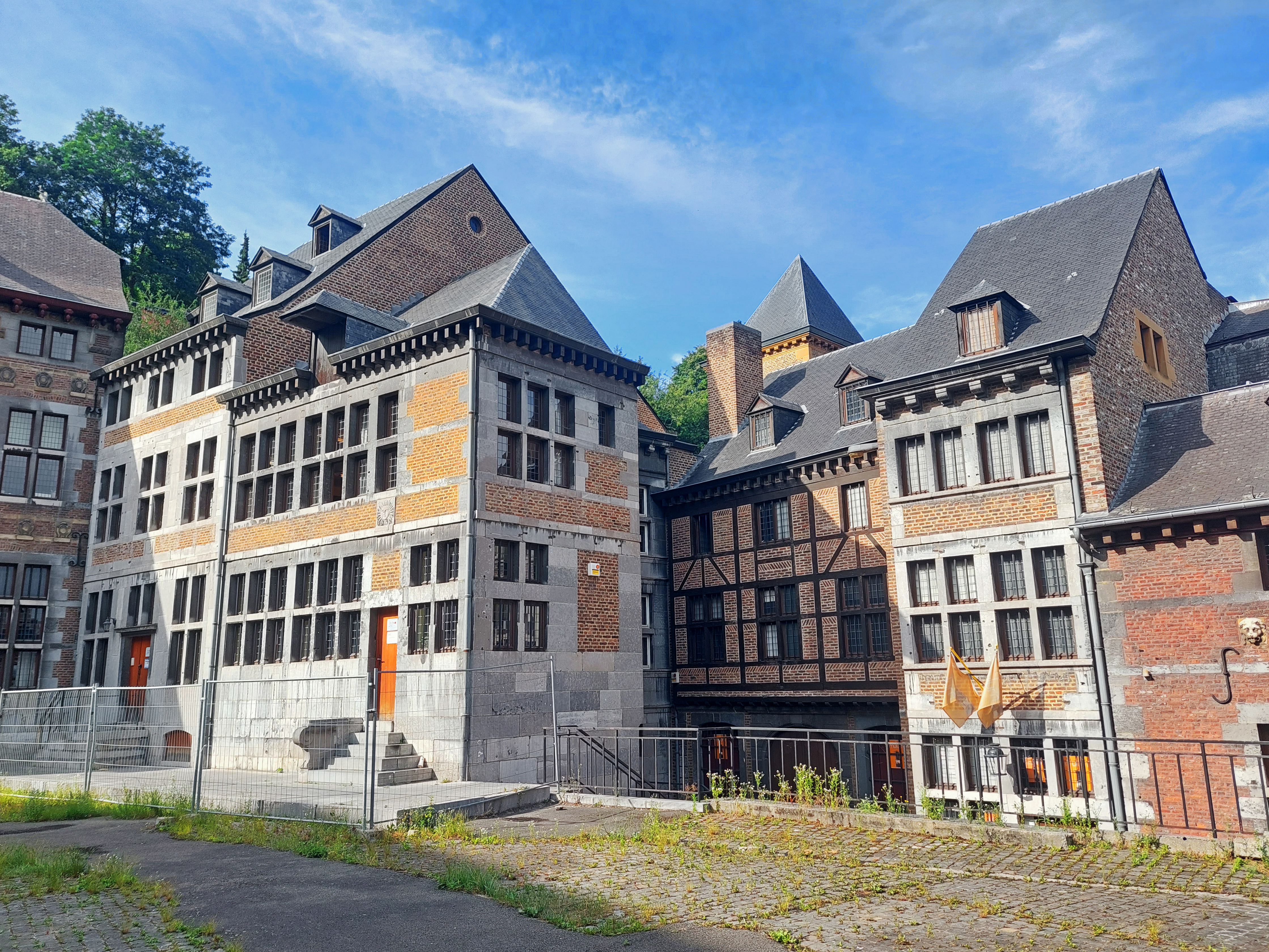
Façades du XVIIe siècle reconstruites par Francotte rue Mère-Dieu.

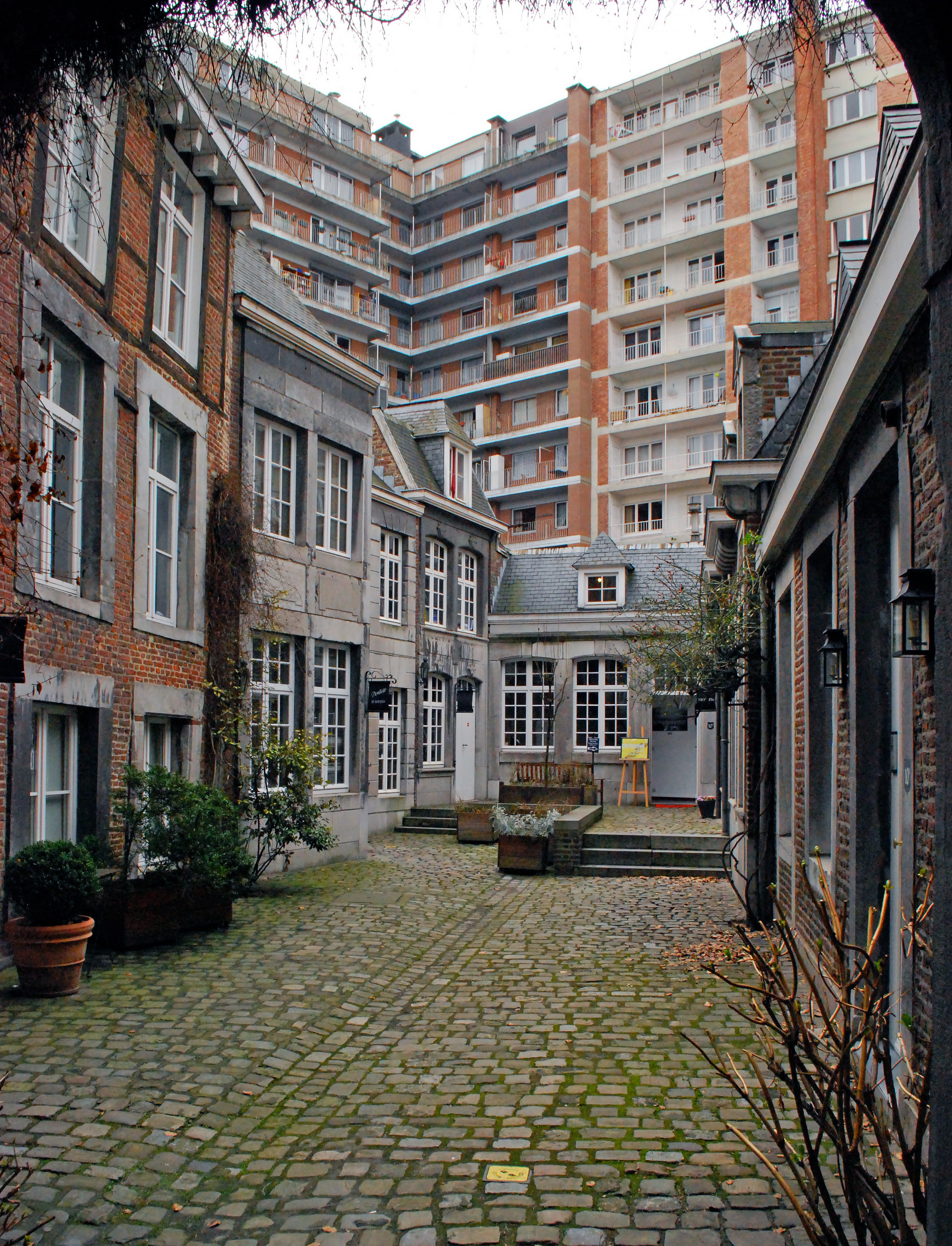
Façades des XVIIe siècle, XVIIIe siècle et XIXe siècle reconstruites par Francotte cour Saint-Remy.

Liste non-exhaustive des restaurations et déplacements de façades exécutés à Liège, dirigés par lui-même et son équipe, ou auxquels il a participé.

### Restaurations
- Restauration des voûtes de la collégiale Saint-Barthélemy[1].
- Restauration de la basilique Saint-Martin[2].
- Restauration du couvent des Récollets où il inclut le portique du château de Gaillarmont (Chênée), démoli en 1976 (1979)[3].
- Restauration de la maison d'Amay[1].
- Travaux du Grand Curtius[1].
- Reconstruction de l'immeuble du place du Marché 49 (années 1960)[4].
- Restaurations rue Fond Saint-Servais[1].
- Restaurations rue Saint-Pierre[1].
- Restaurations rue Hors-Château[1].

### Déplacements de façades
Inclut la création d'« îlots archéologiques » où sont placées ces façades, parfois associées à des bâtiments existants restaurés pour l'occasion.
- Création de l'îlot Féronstrée / rue Saint-Georges / rue Sur-les-Foulons (1975-1976)[1],[5],[6],[7].
  - Restauration de l'hôtel Somzé (années 1970), avec à l'arrière l'ajout du portique de l'église Saint-Hubert utilisé à l'époque pour l'entrée du rue Saint-Hubert 31 démoli en 1975[8],[9].
- Création de l'îlot cour des Mineurs / rue Mère-Dieu / impasse des Ursulines (1973-1975)[1],[10],[11].
  - Restauration du couvent des Mineurs[1],[12].
  - Restauration du béguinage du Saint-Esprit[1].
- Création de l'îlot rue Saint-Remy (dite « cour Saint-Remy »)[1].
- Démontage et déplacement de la façade de la maison Au Fer du cheval du rue des Tanneurs 2 au rue des Mineurs 17 (1973)[13].
- Démontage de la façade de l'hôtel de Méan (La Populaire), jamais remonté (1974)[1].
- Démontage d'une partie des façades de l'hôtel de Cortenbach, jamais remonté (1974)[1].